# 劉潔 (北魏)
劉潔（？—？），長樂信都人，北魏官員，曾因獲魏太武帝寵信而官至尚書令，權重一時，但因阻礙太武帝進攻柔然並圖擁立樂平王拓跋丕而遭處死。

## 生平
劉潔家族因祖父劉生隨前燕公主出嫁代王拓跋什翼犍而轉居代國。劉潔為人強壯有才智，屢有戰功，故獲進爵會稽公。永興五年（413年），西河胡人張外與建興人王紹聚眾，劉潔受命與魏勤等人率三千出鎮西河，以安撫他們。同年，吐京胡叛魏，劉潔與拓跋屈、及魏勤等領兵討伐，但當時同叛的離石胡出以眷招引夏國騎兵作外援，並在山嶺邀擊劉潔。劉潔丟了馬匹，但仍登上山嶺奮戰，但亦不敵，被俘往夏國。見夏主赫連勃勃時並不屈服，對話時更直稱其名字，勃勃欣賞他，故把他戰俘身份赦免了。後劉潔得歸北魏，典東部事。
泰常七年（422年），明元帝因病而由泰平王拓跋燾監國，劉潔與古弼都被挑選去協助監國，參與處理國事。泰常八年（423年），明元帝去世，拓跋燾繼位，是為魏太武帝。太武帝因劉潔告發反叛者，又直言進諫，很多事都合符其心意，故認定他有柱石之才，對其委而大任；而在處理軍國大事時，群臣都推重劉潔的才能，劉潔於是一躍當上尚書令之任，改爵鉅鹿公。
始光元年（424年），太武帝於雲中郡擊敗入侵的柔然，柔然北撤，劉潔則建議再度出兵，分東西二道並進大舉討伐。太武帝同意，遂於翌年十月大舉進攻柔然，東西五道並進，過漠南後帶著十五日糧輕騎追擊，逼得柔然逃到更北處。太武帝更在神䴥二年（429年）再敗柔然，柔然損失慘重，柔然可汗大檀更發病去世。不過，這次出兵北魏內外都不想成行，在出發前不但保太后竇氏勸止，連劉潔也與安源命黃門侍郎仇齊向太武帝推薦前夏國太史張淵及徐辯，讓他們以天象占星勸阻太武帝。太武帝雖只得崔浩支持北征，但太武帝還是決意成行。神䴥三年（430年），一群新附的敕勒人不堪將吏的侵凌，都有怨言，想待春季牛馬長肥後走回漠北。劉潔就與安原請求趁黃河冰面未融，將他們遷到河西地，以等冰融後他們阻於黃河無法北逃。太武帝本來反對，認為他們風俗有如園中鹿，壓逼就會起衝突，寬鬆就會安定，故認為處之有道，不用遷徙。不過在劉潔堅持下，太武帝遇是准許了他遷三萬多落敕勒人到河西。被遷的敕勒人認為這樣做是北魏想殺害他們，想西逃涼州，劉潔就與古弼屯五原河以北；安原屯悅拔城北，以作防備。而劉潔又領兵追擊騎馬北走的數千敕勒人，追到對方糧盡餓死。
時北魏南部有水患，百姓都捱餓，劉潔上請體恤人民，以分享多年來對外征戰勝利的成果，令太武帝寬貸全國租賦一年。太延二年（436年）劉潔與樂平王拓跋丕督諸軍進攻楊難當佔領的上邽，大軍進至啓陽時百姓爭相拿食物勞軍。及至到上邽後，諸將都想斬殺當地豪帥以宣示國威，但劉潔不聽從，反而撫慰當地，士兵都沒有侵犯民眾，讓他們安居樂業。而當時太武帝又想從隴右徵兵東伐高句麗，但劉潔就以當地人新入北魏，認為應當讓他們先恢復元氣，待人馬都飽足才能為國出戰。太延五年（439年），太武帝攻北涼，劉潔則擔任前鋒。沮渠董來時領一萬多人在姑臧城南拒戰，但軍隊都望風奔潰，然而劉潔聽占卜者的話，反而退兵，令董來得以撤還城內。滅北涼後，劉潔與建寧王拓跋崇要在三城胡中挑選精兵六千人留戍姑臧，但胡人都不聽命，有千多人逃走了，劉潔又領兵擊殺他們，俘數千人。
劉潔長期在朝廷中央任職，亦受重用，其剛直且恃寵專擅的性格令太武帝有所不滿；攻北涼時失機一事亦令太武帝嫌忌他。太平真君四年，太武帝議攻柔然，劉潔反對並建議種田積穀等待柔然自來，但太武帝聽從崔浩而出兵，並與諸將約定在鹿渾谷集合。劉潔不滿他的建議不獲採用，就想阻止諸將前去，於是假傳詔命更改集合日期，故太武帝終等不到諸將前來。不過，柔然面對魏軍突然來襲顯得慌亂，隨軍的皇太子拓跋晃就建議趁機突襲，不過劉潔就以揚起的沙塵很大而認為敵人眾多，到平地時恐怕會被圍攻，表示要等大軍集合才可攻擊；拓跋晃則認為沙塵是柔然人慌亂而造成。太武帝有所疑慮，但最終停了六日大軍仍未集合，而柔然部眾亦已遠逃，再追不上。不過後來從柔然俘虜口中得知其實柔然當時確是慌亂，向北急走了六、七日，確定沒追軍後才慢下來，這令太武帝很後悔。撤返途中大軍經過沙漠，糧食又盡，造成不少士兵死亡，劉潔此時又暗中派人擾亂軍隊，乘此勸太武帝拋棄軍隊逃返平城，但太武帝沒有這樣做。劉潔又以這次出征沒成功而怪罪崔浩，但太武帝認為罪責源於諸將沒有如期到來，並不在崔浩身上；而崔浩又指控劉潔假傳詔令，終令劉潔的陰謀於是被揭發，走到五原時太武帝就命人收捕了他。追查之下，有指劉潔在出發前曾對親人說若果太武帝出征失敗沒有回來，就會立樂平王拓跋丕為帝，他又向尚書右丞張嵩問預言書所說「劉氏應王，繼國家後」，問自己是否對應。最終劉潔與狄隣及張嵩都被誅殺，並夷滅三族，死了百多人。

## 性格
劉潔利用他的權勢濫權，阿附他的人都獲升遷，他不滿的都遭貶黜，引來朝野內忌憚側目。而將領們攻破城池後都會聚斂財寶，劉潔都會獲分一份，故劉潔家產相當豐厚，而在他被誅殺後太武帝每想到這些事都十分痛恨他。